# Encyoposis lloydi
Encyoposis lloydi is een insect uit de familie van de vlinderhaften (Ascalaphidae), die tot de orde netvleugeligen (Neuroptera) behoort. 
Encyoposis lloydi is voor het eerst wetenschappelijk beschreven door Esben-Petersen in 1927.